# 47-й Венецианский кинофестиваль
47-й Венецианский международный кинофестиваль проходил в Венеции, Италия с 4 по 14 сентября, 1990 года.

## Жюри

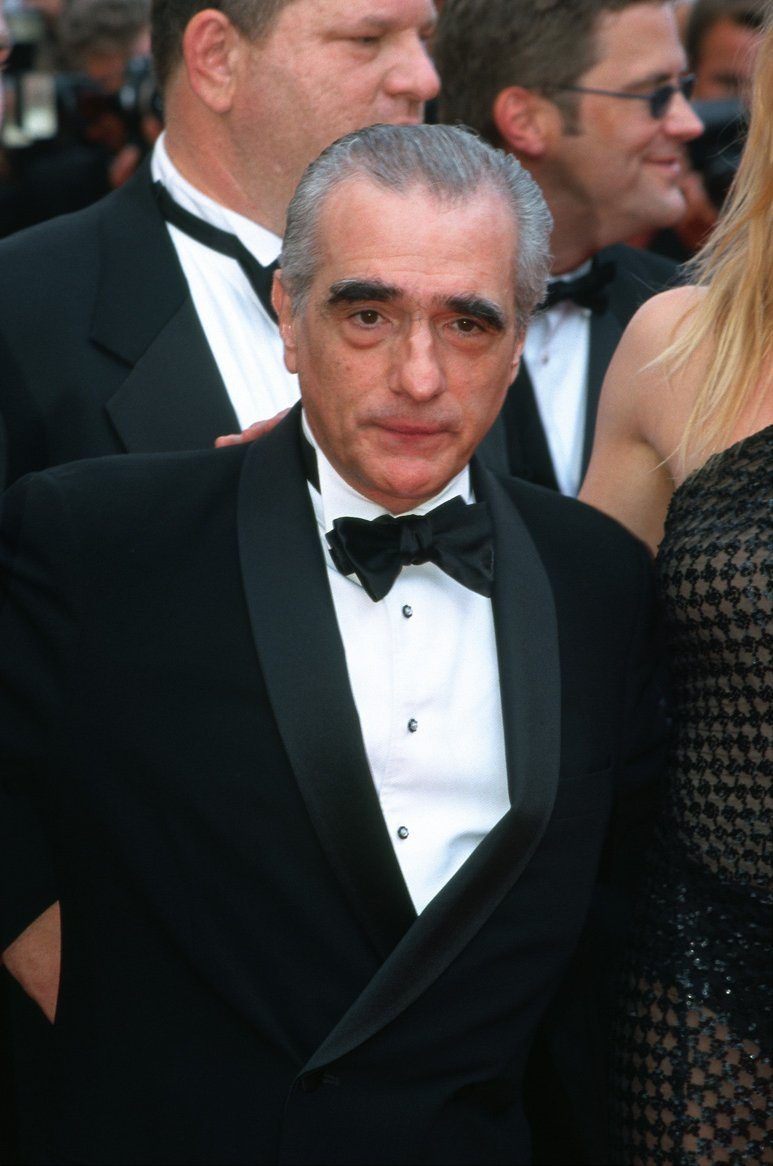
Мартин Скорсезе, Leone d’Argento alla regia 1990

- Гор Видал (председатель жюри, США),
- Мария Луиза Бемберг (Аргентина),
- Эдоардо Бруно (Испания),
- Альберто Латтуада (Италия),
- Жиль Жакоб (Франция),
- Кира Муратова (Россия),
- Омар Шариф (Египет),
- Ула Стокл (Германия),
- Анна-Лена Вибом (Швеция).

## Фильмы в конкурсе
- Распад, режиссёр Михаил Беликов
- Луна в зеркале, режиссёр Сильвио Кайоцци
- Ангел за моим столом, режиссёр Джейн Кэмпион
- След любви жизни, режиссёр Петер Дель Монте
- Плевать на смерть, режиссёр Клер Дени
- Стены, режиссёр Адур Гопалакришнан
- Игрок, режиссёр Доминик Граф
- Истории золотой гейши, режиссёр Дзюдзо Итами
- Мистер и миссис Бридж, режиссёр Джеймс Айвори
- Я нанял убийцу, режиссёр Аки Каурисмяки
- Блюз о лучшей жизни, режиссёр Спайк Ли
- Единственный свидетель, режиссёр Михаил Пандурский
- Парни с улицы, режиссёр Марко Ризи
- Сироп, режиссёр Хелла Рюслинге
- Славные парни, режиссёр Мартин Скорсезе
- Розенкранц и Гильденштерн мертвы, режиссёр Том Стоппард
- Прощание с осенью, режиссёр Мариуш Трелиньский
- Африканка, режиссёр Маргарета фон Тротта
- Марта и я, режиссёр Йиржи Вайс
- Ahavatà ha' aharonà shel Laura Adler, режиссёр Аврагам Хеффнер
- Karartma geceleri, режиссёр Юсуф Курдженлы

## Вне конкурсной программы
- Генри и Джун, режиссёр Филип Кауфман
- Ромео и Джульетта, режиссёр Армандо Акоста
- Дик Трэйси, режиссёр Уоррен Битти
- Чужие в приятной компании, режиссёр Синтия Скотт
- Кровавая клятва, режиссёр Стивен Уоллес
- Бывают дни… Бывают ночи, режиссёр Клод Лелуш
- Танцы в темноте, режиссёр Майк Окрент
- Уик-энд на двоих, режиссёр Николь Гарсия
- Ветви одного дерева, режиссёр Сатьяджит Рай
- Dovidenia v pekle, prijatelia, режиссёр Юрай Якубиско
- I taràssachi, режиссёры Франческо Раньери Мартинотти, Рокко Мортеллити и Фульвио Оттавиано

## Награды
- Золотой лев: Розенкранц и Гильденстерн мертвы, режиссёр Том Стоппард
- Большой специальный приз жюри: Ангел за моим столом, режиссёр Джейн Кэмпион
- Серебряный лев за лучшую режиссёрскую работу: Мартин Скорсезе — Славные парни
- Кубок Вольпи за лучшую мужскую роль: Олег Борисов — Единственный свидетель
- Кубок Вольпи за лучшую женскую роль: Глория Мунчмейер — Луна в зеркале
- Золотой лев за вклад в мировой кинематограф: Миклош Янчо и Марчелло Мастроянни
- Серебряный лев за лучший сценарий: Хелла Рюслинге, фильм Сироп
- Серебряные Озеллы:
  - Серебряные Озеллы за лучшую работу оператора: Марко Ризи, фильм Парни с улицы
  - Серебряные Озеллы за лучший монтаж: Доминик Оврей, фильм Плевать на смерть
  - Серебряные Озеллы за лучшую оригинальную музыку: Валери Миловански, фильм Единственный свидетель
- Золотая медаль президента Сената:
  - Распад, режиссёр Михаил Беликов
- Audience Award:
  - Мартин Скорсезе, фильм Славные парни
- Golden Ciak:
  - Лучший фильм — Джеймс Айвори, фильм Мистер и миссис Бридж
  - Лучшая актриса — Марианна Зёгебрехт, фильм Марта и я
- Приз международной ассоциации кинокритиков (ФИПРЕССИ):
  - Стены: Адур Гопалакришнан
- PREMIO LA NAVICELLA VENEZIA CINEMA:
  - Единственный свидетель: Михаил Пандурский
- Приз Международной Католической организации в области кино (OCIC):
  - Ангел за моим столом: Джейн Кэмпион
- Приз Международной Католической организации в области кино (OCIC) — Особое упоминание:
  - Я – худшее из всего созданного (Я — худшая из всех): Мария Луиза Бемберг
- Награда UNICEF:
  - Стены: Адур Гопалакришнан
- Кубок Пазинетти:
  - Лучший фильм — Мистер и миссис Бридж : Джеймс Айвори
  - Лучший актёр — Ричард Дрейфусс : Розенкранц и Гильденштерн мертвы
  - Лучшая актриса — Стефания Сандрелли : Африканка
- Приз имени Пьетро Бьянчи:
  - Этторе Скола
- Little Golden Lion:
  - Ангел за моим столом: Джейн Кэмпион
- Elvira Notari Prize:
  - Ангел за моим столом: Джейн Кэмпион
- Bastone Bianco Award:
  - Ангел за моим столом: Джейн Кэмпион
  - Славные парни: Мартин Скорсезе
- Bastone Bianco Award — Special Mention:
  - Блюз о лучшей жизни: Спайк Ли
- Приз международной ассоциации кинокритиков (ФИПРЕССИ):
  - Станция: Серджо Рубини
- UCCA Venticittà Award:
  - Cold Light of Day: Fhiona-Louise
- UCCA Venticittà Award — Special Mention:
  - Под небом голубым...: Виталий Дудин